# Тан Тун
Такин Тан Тун (бирм. သခင် သန်းထွန်း, 1911—1968) — бирманский революционер и политический деятель, активный участник национально-освободительной борьбы, генеральный секретарь Антифашистской лиги народной свободы, генеральный секретарь Коммунистической партии Бирмы.

## Биография
Окончил педагогическое училище в Рангуне, по профессии учитель.
В 1936 вступил в национально-освободительную ассоциацию Добама Асиайон (ассоциация «Мы бирманцы», известна как партия такинов). Активно участвовал в создании союза такинов с партией доктора Ба Мо Синьета («Беднота»). Писал обращения к народу на бирманском и английском языках. Вместе с Такином Ну был одним из основателей в 1937 книжного клуба Нагани («Красный дракон»), переводившего на бирманский язык классиков марксизма.
В 1940 вместе с Такином Ну, Такином Со и Ба Мо посажен английскими властями в тюрьму. В тюрьме Инсейна (недалеко от Рангуна) вместе с Такином Со написал «Инсейнский манифест», в котором определил мировой фашизм как главного врага бирманцев в предстоящей войне и призвал к сотрудничеству с англичанами и созданию широкой антифашистской коалиции с участием Советского Союза. Борьба за национальное освобождение против империализма должна быть продолжена после победы над фашизмом. В этом он разошёлся с большинством Добама, в то время сделавших ставку на помощь Японии в борьбе с британскими колонизаторами и направивших «Тридцать товарищей» для военного обучения в Японию.
После формирования прояпонского правительства Ба Мо в 1942 году занял в нём пост министра сельского хозяйства. В это же время он встретил и женился на Кхин Ги, сестре жены Аун Сана и тётки Аун Сан Су Чжи.
В конце 1942, после завершения формирования Коммунистической партии Бирмы (КПБ), встал во главе неё. Компартия установила контакт с командованием национально-освободительной «Армии независимости Бирмы».
В итоге предварительных переговоров лидера компартии Такин Тан Туна с руководителями «Армии независимости Бирмы» Аун Саном и Не Вином было принято решение тайно сконцентрировать бирманскую армию в одном месте и постепенно накапливать силы для выступления против японских оккупационных войск в заранее установленное время.

По инициативе Такин Тан Туна было созвано совещание такинов, бывших членов партии «Добама Асиайоун». На нём Такин Тан Тун выступил с речью, в которой он, подчеркнув необходимость быстрейшего объединения национальных сил единства в стране, призвал принести любые жертвы во имя достижения национального единства. Он сказал: 
национальное единство — это великое дело, каждый, кто угрожает национальному единству, должен быть решительно устранён с пути
. В результате совещание приняло решение о создании по существу нелегальной партии под названием «До Бама Синьета Асиайоун», носившей характер национального блока.
В первом кабинете министров Бирмы (создано 1 августа 1943, премьер-министр Ба Мо) Такин Тан Тун занял пост министра сельского хозяйства (позже стал министром транспорта).
После создания в августе 1944 по инициативе Коммунистической партии Бирмы и других патриотических сил антифашистской организации, позднее названной Антифашистской лигой народной свободы (АЛНС), Такин Тан Тун был назначен её генеральным секретарем (президентом стал Аун Сан).
В феврале 1946 после раскола в рядах КПБ и создания частью её членами так называемую Коммунистической партии Бирмы «Красного флага» (КПКФ), которая прервала сотрудничество с национальной буржуазией и начала вооружённую борьбу с правительством, Такин Тан Тун вместе с большинством КПБ продолжил работу с АНЛС, хотя и ушёл с поста её генсека.
27 марта 1948 г. на митинге в Рангуне Такин Тан Тун выступил с критикой в адрес руководства Антифашистской лигой народной свободы и потребовал пересмотра англо-бирманского договора от 27 января 1947 года. В ответ высший совет АЛНС принял решение арестовать всех руководителей КПБ. Однако коммунисты, своевременно предупреждённые об аресте, успели скрыться из столицы. Такин Тан Тун прибыл в Пьинману, где была создана опорная база КПБ, и обратился к своим сторонникам с призывом взяться за оружие. Впоследствии лидеры АЛНС «в оправдание своему решению арестовать лидеров компартии, объявили о том, что заместитель Такин Тан Туна Ба Тин (Гошал) привез из Индии „директивное письмо на 27 страницах“, в котором излагались инструкции для бирманских коммунистов, призывающие их к вооружённой борьбе». В годы гражданской войны в Бирме Такин Тан Тун провёл в джунглях, руководя антиправительственной борьбой вооружённых отрядов коммунистов.
В 1967 по инициатива Такин Тан Туна в КПБ прошла «культурная революция», завершившаяся исключением из партии «ревизионистов». 
Развернувшиеся вскоре активные действия против правительственных войск привели к большим потерям среди коммунистических партизан, вину за что Такин Тан Тун возложил на их командующего Тун Нейна, который был предан партийному суду и расстрелян. Однако его телохранитель 24 сентября 1968 во время отступления под натиском правительственных войск застрелил Такина Тан Тун. Убийца, сдавшийся правительству генерала Не Вина, присоединился к коммунистам всего за два года до этого как «дезертир из армии».
Как непревзойденный политический организатор, Такин Тан Тун играл ведущую роль на всех этапах борьбы за независимость Бирмы.